# Município de German (condado de Harrison, Ohio)
Localização do Ohio nos E.U.A.
O município de German (em inglês: German Township) é um município localizado no condado de Harrison no estado estadounidense de Ohio. No ano de 2010 tinha uma população de 805 habitantes e uma densidade populacional de 12,31 pessoas por km².

## Geografia
O município de German encontra-se localizado nas coordenadas 40° 23′ 31″ N, 80° 54′ 57″ O. Segundo a Departamento do Censo dos Estados Unidos, o município tem uma superfície total de 65.39 km², da qual 65,08 km² correspondem a terra firme e (0,49 %) 0,32 km² é água.

## Demografia
Segundo o censo de 2010, tinha 805 pessoas residindo no município de German. A densidade populacional era de 12,31 hab./km².